# Ski-Orientierungslauf-Europameisterschaften 2013
Die 8. Ski-Orientierungslauf-Europameisterschaften fanden vom 11. Februar bis 17. Februar 2013 in der Gegend um Madona, Lettland statt.

## Herren

### Sprint
| Platz | Land | Athlet               | Zeit      |
| ----- | ---- | -------------------- | --------- |
| 1     | BUL  | Stanimir Belomaschew | 14:53 min |
| 2     | SWE  | Peter Arnesson       | 14:54 min |
| 3     | NOR  | Hans Jørgen Kvåle    | 15:12 min |
| 4     | SWE  | Erik Rost            | 15:13 min |
| 5     | RUS  | Wladimir Bartschukow | 15:19 min |
| 6     | FIN  | Staffan Tunis        | 15:25 min |
| 7     | NOR  | Ove Sætra            | 15:28 min |
| 8     | NOR  | Lars Hol Moholdt     | 15:29 min |

Titelverteidiger:  Staffan Tunis

Länge: 3,9 km

Höhenmeter:

Posten: 18

### Mitteldistanz
| Platz | Land | Athlet            | Zeit      |
| ----- | ---- | ----------------- | --------- |
| 1     | NOR  | Hans Jørgen Kvåle | 42:39 min |
| 2     | FIN  | Staffan Tunis     | 42:45 min |
| 3     | RUS  | Andrei Lamow      | 42:49 min |
| 4     | SWE  | Peter Arnesson    | 43:16 min |
| 5     | SWE  | Andreas Holmberg  | 44:30 min |
| 6     | RUS  | Kirill Wesselow   | 44:36 min |
| 7     | SWE  | Erik Rost         | 44:55 min |
| 8     | SWE  | Martin Hammarberg | 44:58 min |

Titelverteidiger:  Eduard Chrennikow

Länge: 9,2 km

Höhenmeter: 290

Posten: 26

### Langdistanz
| Platz | Land | Athlet            | Zeit      |
| ----- | ---- | ----------------- | --------- |
| 1     | SWE  | Peter Arnesson    | 1:42:44 h |
| 2     | NOR  | Hans Jørgen Kvåle | 1:43:02 h |
| 3     | FIN  | Staffan Tunis     | 1:43:29 h |
| 4     | NOR  | Lars Hol Moholdt  | 1:43:41 h |
| 5     | SWE  | Andreas Holmberg  | 1:43:48 h |
| 6     | RUS  | Kirill Wesselow   | 1:44:17 h |
| 7     | RUS  | Andrei Lamow      | 1:45:16 h |
| 8     | SWE  | Erik Rost         | 1:45:30 h |

Titelverteidiger:  Staffan Tunis

Länge: 22,8 km

Höhenmeter:

Posten: 44

### Staffel
| Platz | Land | Athleten                                                  | Zeit      |
| ----- | ---- | --------------------------------------------------------- | --------- |
| 1     | NOR  | Ove Sætra Lars Hol Moholdt Hans Jørgen Kvåle              | 1:37:06 h |
| 2     | RUS  | Wladimir Bartschukow Kirill Wesselow Andrei Lamow         | 1:37:42 h |
| 3     | FIN  | Janne Häkkinen Ville-Petteri Saarela Staffan Tunis        | 1:42:30 h |
| 4     | CZE  | Radek Laciga Michal Drobnik Jakub Skoda                   | 1:46:14 h |
| 5     | SUI  | Andrin Kappenberger Sandro Truttmann Christian Spörry     | 1:46:59 h |
| 6     | LAT  | Raivo Kivlenieks Andris Jubelis Andris Kivlenieks         | 1:40:15 h |
| 7     | EST  | Priit Randman Tiit Toomas Even Toomas                     | 1:54:49 h |
| 8     | LTU  | Vitalijus Petrulis Nerijus Sulcys Regimantas Kavaliauskas | 1:54:58 h |

Titelverteidiger:  Matti Keskinarkaus, Staffan Tunis, Olli-Markus Taivainen

Länge:

Höhenmeter:

Posten:

## Damen

### Sprint
| Platz | Land | Athletin                | Zeit      |
| ----- | ---- | ----------------------- | --------- |
| 1     | RUS  | Tatjana Koslowa         | 14:07 min |
| 2     | FIN  | Mervi Pesu              | 14:33 min |
| 3     | SWE  | Tove Alexandersson      | 14:34 min |
| 4     | SWE  | Josefine Engström       | 14:39 min |
| 5     | RUS  | Polina Maltschikowa     | 14:47 min |
| 6     | RUS  | Anastasija Krawtschenko | 14:55 min |
| 7     | FIN  | Milka Leppäsalmi        | 14:56 min |
| 8     | RUS  | Natalja Tomilowa        | 15:04 min |

Titelverteidigerin:  Josefine Engström

Länge: 3,1 km

Höhenmeter: 0

Posten: 15

### Mitteldistanz
| Platz | Land | Athletin                | Zeit      |
| ----- | ---- | ----------------------- | --------- |
| 1     | RUS  | Julia Tarasenko         | 40:35 min |
| 2     | RUS  | Anastasija Krawtschenko | 41:31 min |
| 3     | FIN  | Mervi Pesu              | 41:51 min |
| 4     | FIN  | Sonja Mörsky            | 42:07 min |
| 5     | SWE  | Josefine Engström       | 42:15 min |
| 6     | RUS  | Tatjana Koslowa         | 42:27 min |
| 7     | NOR  | Audhild Bakken Rognstad | 42:38 min |
| 8     | RUS  | Polina Maltschikowa     | 43:00 min |

Titelverteidigerin:  Marte Reenaas

Länge: 7,4 km

Höhenmeter: 250

Posten: 23

### Langdistanz
| Platz | Land | Athletin                | Zeit      |
| ----- | ---- | ----------------------- | --------- |
| 1     | RUS  | Tatjana Koslowa         | 1:17:45 h |
| 2     | SWE  | Josefine Engström       | 1:18:22 h |
| 3     | SWE  | Tove Alexandersson      | 1:20:03 h |
| 4     | RUS  | Alena Trapeznikowa      | 1:20:40 h |
| 5     | NOR  | Audhild Bakken Rognstad | 1:20:45 h |
| 6     | RUS  | Anastasija Krawtschenko | 1:21:59 h |
| 7     | RUS  | Julia Tarasenko         | 1:22:02 h |
| 8     | RUS  | Natalja Tomilowa        | 1:22:07 h |

Titelverteidigerin:  Polina Maltschikowa

Länge: 16,2 km

Höhenmeter:

Posten: 27

### Staffel
| Platz | Land | Athletinnen                                                        | Zeit      |
| ----- | ---- | ------------------------------------------------------------------ | --------- |
| 1     | RUS  | Anastasija Krawtschenko Polina Maltschikowa Tatjana Koslowa        | 1:20:30 h |
| 2     | SWE  | Magdalena Olsson Tove Alexandersson Josefine Engström              | 1:20:42 h |
| 3     | NOR  | Christina Hellberg Maren Jansson Haverstad Audhild Bakken Rognstad | 1:23:02 h |
| 4     | FIN  | Sonja Mörsky Milka Leppasalmi Mervi Pesu                           | 1:24:38 h |
| 5     | CZE  | Helena Randáková Simona Karochová Hana Hančíková                   | 1:33:19 h |
| 6     | SUI  | Ladina Lechner Yvonne Gentenbein Carmen Strub                      | 1:34:03 h |
| 7     | LTU  | Gabriele Keinaite Jolanta Sulciene Gabija Razaityte                | 1:47:38 h |
| 8     | SVK  | Erike Hlavacikova Jana Slamova Martina Bialekova                   | 2:25:52 h |

Titelverteidigerinnen:  Tatjana Koslowa, Natalja Tomilowa, Polina Maltshikowa

Länge:

Höhenmeter:

Posten:

## Mixed-Teamstaffel
| Platz | Land | Athleten                                             | Zeit      |
| ----- | ---- | ---------------------------------------------------- | --------- |
| 1     | RUS  | Anastasija Krawtschenko Kirill Wesselow              | 59:21 min |
| 2     | SWE  | Josefine Engström Peter Arnesson                     | 60:52 min |
| 3     | NOR  | Audhild Bakken Rognstad Hans Jørgen Kvåle            | 61:25 min |
| 4     | FIN  | Sonja Mörsky Staffan Tunis                           | 61:45 min |
| 5     | SUI  | Ladina Lechner Gion Schnyder                         | 65:14 min |
| 6     | EST  | Daisy Kudre Even Toomas                              | 66:08 min |
| 7     | CZE  | Hana Hančíková Jakub Škoda                           | 67:41 min |
| 8     | BUL  | Stefania Belomaschewa-Dimitrowa Stanimir Belomaschew | 68:20 min |

Titelverteidiger:  Andrei Grigorjew, Polina Maltschikowa

Länge:

Höhenmeter:

Posten:

## Medaillenspiegel
| Platz | Land      | Gold | Silber | Bronze | Gesamt |
| ----- | --------- | ---- | ------ | ------ | ------ |
| 1     | Russland  | 5    | 2      | 1      | 8      |
| 2     | Norwegen  | 2    | 1      | 3      | 6      |
| 3     | Schweden  | 1    | 4      | 2      | 7      |
| 4     | Bulgarien | 1    | –      | –      | 1      |
| 5     | Finnland  | –    | 2      | 3      | 5      |

## Erfolgreichste Teilnehmer
| Platz | Athlet/in               | Gold | Silber | Bronze | Gesamt |
| ----- | ----------------------- | ---- | ------ | ------ | ------ |
| 1     | Tatjana Koslowa         | 3    | –      | –      | 3      |
| 2     | Hans Jørgen Kvåle       | 2    | 1      | 2      | 5      |
| 3     | Anastasija Krawtschenko | 2    | 1      | –      | 3      |
| 4     | Peter Arnesson          | 1    | 2      | –      | 3      |